# Värmlandsarkiv
Värmlandsarkiv är en arkivinstitution i Karlstad som lyder under Region Värmlands styrelse som är arkivmyndighet. Det bildades år 1970 som ett regionalt näringslivsarkiv, men fungerar sedan år 1995 som landsarkiv.
Värmlandsarkiv är arkivinstitution för statliga myndigheter i Värmlands län, men stöttar även Region Värmland i arkivfrågor. Genom Föreningen Värmlandsarkiv är Värmlandsarkiv regionalt näringslivsarkiv. Arkivmaterialet sträcker sig från medeltid till nutid. Värmlandsarkiv finns i gemensam byggnad med Föreningsarkivet, Landstingsarkivet samt Karlstads kommunarkiv, vilka tillsammans bildar Arkivcentrum Värmland.